# Ivànivka (Nijniohirski)
Ivànivka (Іванівка (ucraïnès), Ивановка (rus), Ivanovka) és un poble a la República Autònoma de Crimea a Ucraïna, que el 2014 tenia 400 habitants. Pertany al districte de Nijniohirski. Fins al 1948 la vila es deia Beixkurtkà.